# 原田恒雄
原田 恒雄（はらだ つねお、1913年3月7日 - 2004年1月30日）は、日本の農学博士、経営者。和歌山県出身。

## 経歴
1938年に京都帝国大学農学部農芸化学科を卒業し、同年に大日本麦酒に入社し、1949年にアサヒビールに移る。1956年にはビール醸造研究のためにドイツに留学。1960年に西宮工場長に就任し、取締役、常務、専務を経て、1974年に副社長に就任し、1976年に相談役を経て、1980年から顧問を務めた。
1987年から1992年までに全国清涼飲料工業会会長を務めた。
1968年に農芸化学技術賞を受賞し、1977年に紫綬褒章を受章した。
2004年1月30日肺炎のために死去。90歳没。